# Doris Kenyon
Doris Margaret Kenyon (5 de setembro de 1897 - 1 de setembro de 1979) foi uma atriz de cinema estadunidense que iniciou sua carreira na era do cinema mudo, continuou a atuar na era sonora, aparecendo em 66 filmes entre 1915 e 1962 e alcançando a era da televisão, com participação em algumas séries.

## Biografia
Doris cresceu em Syracuse, Nova Iorque, onde sua família tinha uma casa na 1805 Harrison Street. Seu pai, Dr. James B. Kenyon, era um ministro da Igreja Metodista Episcopal da Universidade. Kenyon estudou na Packer College Institute e mais tarde na Universidade Columbia. Ela cantou em coros das Igrejas Grace Presbyterian e Bushwick Methodist no Brooklyn, em Nova Iorque.

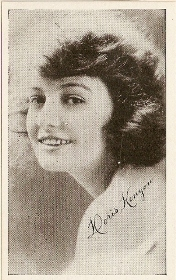
Card de Doris Kenyon

Sua voz atraiu a atenção da Broadway, onde ela começou a atuar no teatro, aos 15 anos. Sua primeira performance foi na opereta de Victor Herbert, The Princess Pat.
Em 1915 atuou em seu primeiro filme, The Rack, pela World Film Company, de Fort Lee, Nova Jérsei. Entre seus filmes, um dos mais lembrados é Monsieur Beaucaire, em 1924, em que atuou ao lado de Rodolfo Valentino.
Pela Paramount Pictures atuou, na era sonora, no primeiro drama totalmente sonoro do estúdio, Interference, em 1928.
Kenyon atuou ao lado de George Arliss em dois filmes, Alexander Hamilton (1931) e Voltaire (1933), e participou do filme Counsellor at Law (1933) ao lado de John Barrymore. Em 1935 Doris atuou ao lado de Ramón Novarro na peça A Royal Miscarriage, em Londres.
Após 60 filmes, a carreira de Kenyon terminou, com o filme The Man in the Iron Mask (1939), passando a atuar, posteriormente, só na televisão.

## Televisão
Kenyon atuou na televisão nos anos 1950, em episódios de The Secret Storm (1954), Schlitz Playhouse of Stars e 77 Sunset Strip. Sua última atuação foi no episódio Double Date, da série The Real McCoys, que foi ao ar em 15 de fevereiro de 1962.
Seguindo sua carreira no cinema, ela lançou-se como cantora, pois cantava desde menina. Ela continuou nessa carreira em sua semi-aposentadoria em Beverly Hills, na Califórnia.

## Vida pessoal
Kenyon casou várias vezes. Seu primeiro marido foi o ator Milton Sills, com quem casou em 1926 e de quem enviuvou em 15 de setembro de 1930; tiveram um filho, Kenyon Clarence Sills (6 de maio de 1927 - 11 de abril de 1971). Casou posteriormente com o corretor de imóveis de Nova Iorque Arthur Hopkins, em 1933. Anularam o casamento no ano seguinte, e em 1938 Doris casou com Albert D. Lasker, proprietário da Lord & Thomas, uma próspera agência de publicidade; divorciaram-se em 1939. Seu último casamento, em 1947, foi com Bronislaw Mlynarski, filho do compositor Emil Młynarski e cunhado de Arthur Rubinstein. Ficaram casados até a morte dele, em 1971.
Doris Kenyon morreu em 1979, em sua casa de Beverly Hills, de problemas cardíacos, quatro dias antes do seu 82º aniversário, e foi sepultada no Forest Lawn Memorial Park, em Glendale.

## Cultura popular
Em 1922, a menina recém-nascida Doris Kappelhoff, foi assim chamada por sua mãe em homenagem a Kenyon. Kappelhoff se tornou a cantora e atriz Doris Day. Muitos anos mais tarde, Day comprou uma casa em Beverly Hills que era “poucas casas longe dela, na mesma rua” de Kenyon.

## Filmografia parcial
Filmes mudos
- The Rack (1915)
- Pawn of Fate (1916)
- The Feast of Life (1916)
- The Man Who Stood Still (1916)
- The Ocean Waif (1916)
- The Traveling Salesman (1916)
- The Man Who Forgot (1917)
- A Girl's Folly (1917)
- The Empress (1917)

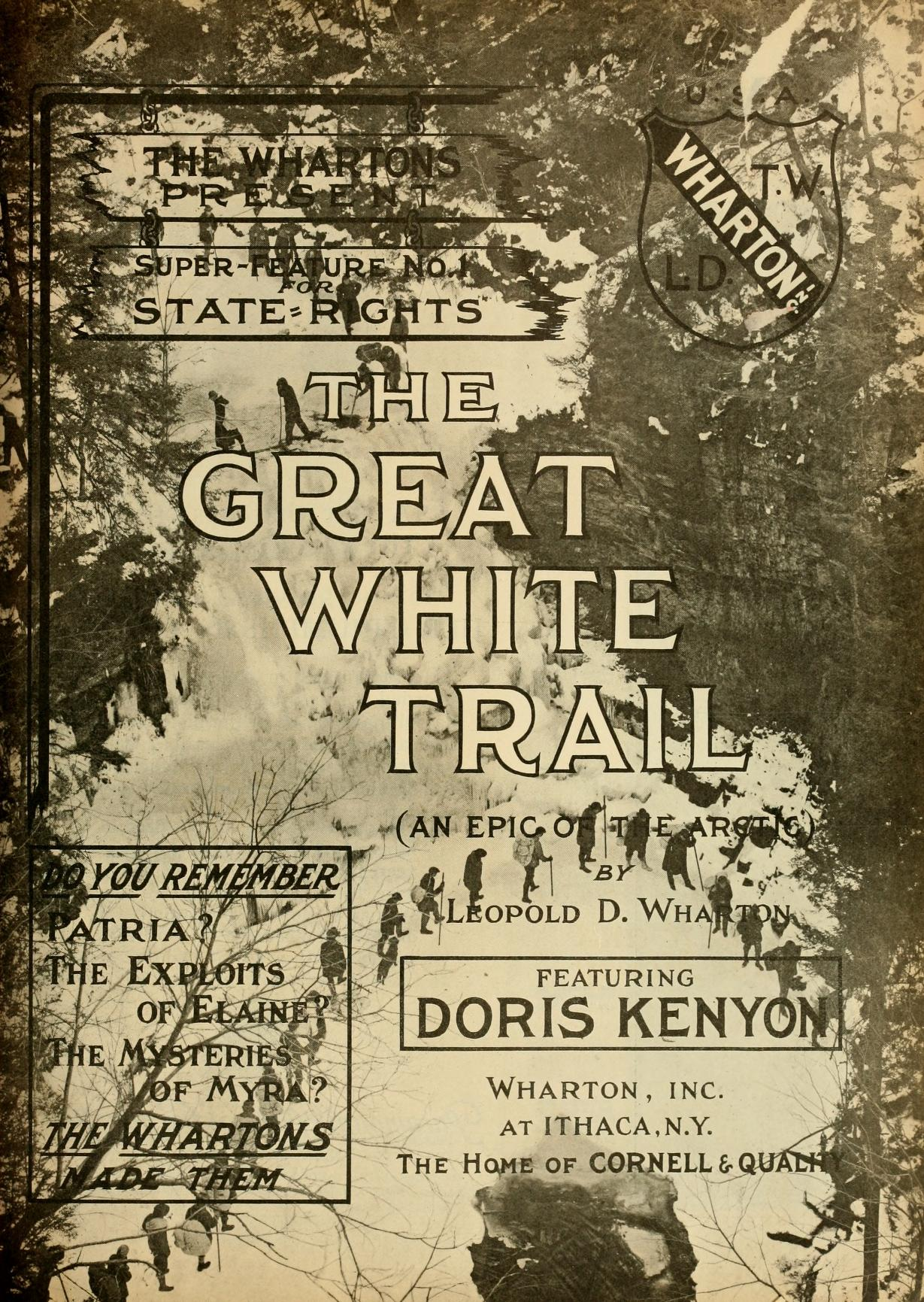
Cartaz do filme The Great White Trail (1917)

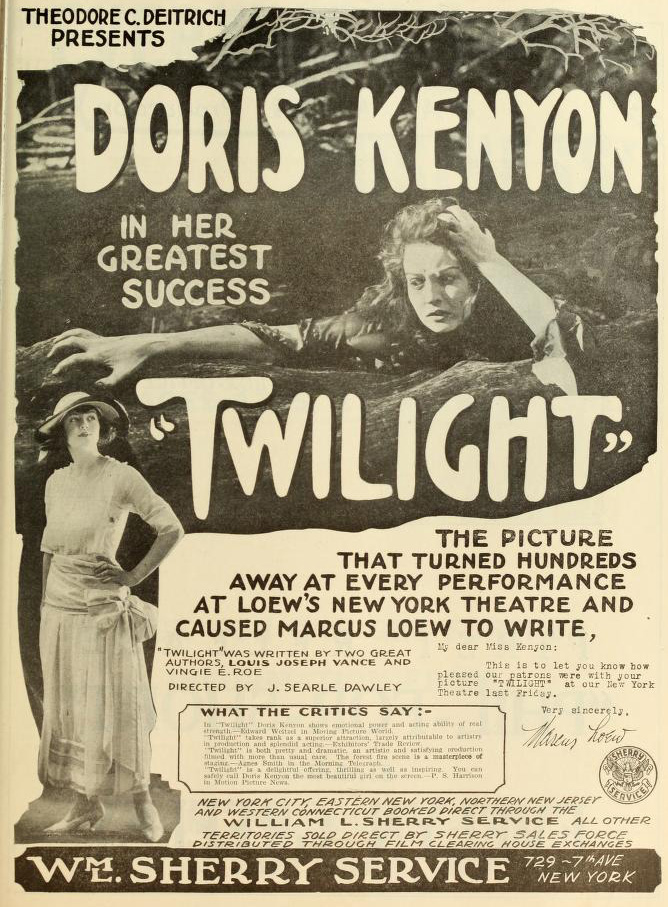
Cartaz apresentando Doris Kenyon em Twilight (1919)

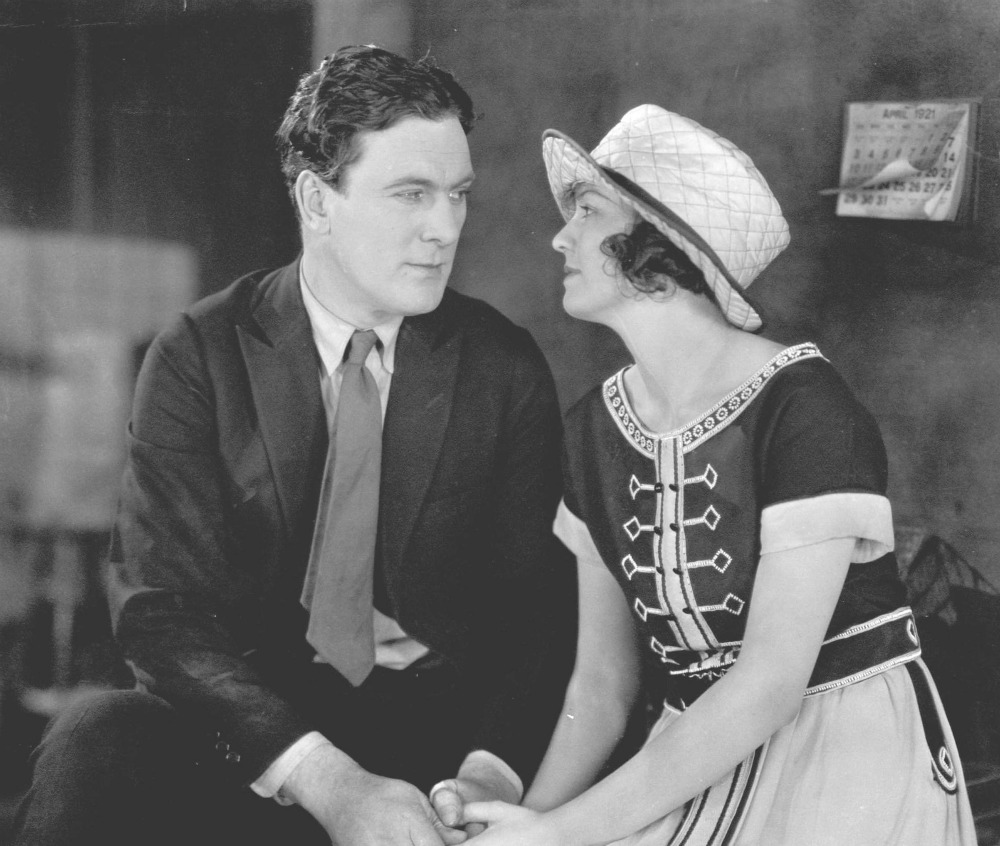
Thomas Meighan e Doris Kenyon no filme The Conquest of Canaan (1921)

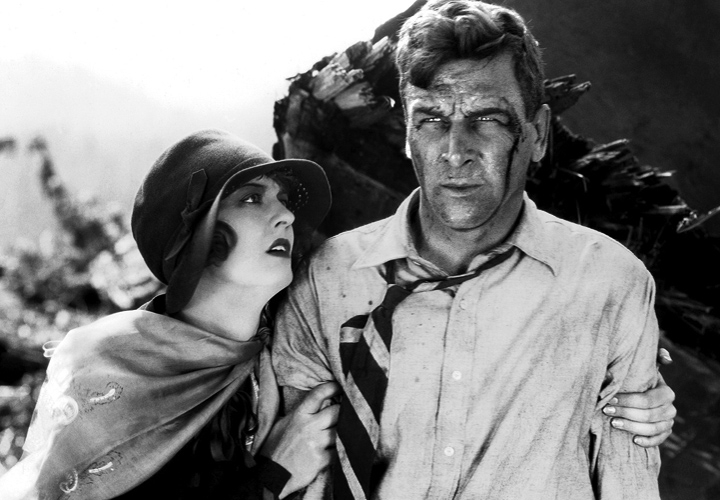
Foto publicitária de Doris Kenyon e Milton Sills para o filme The Valley of the Giants (1927)

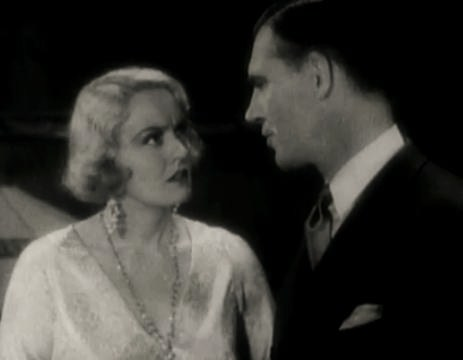
Doris Kenyon e Walter Huston no filme The Ruling Voice (1931)

- Jimmie Dale Alias the Grey Seal (1917, seriado) (não creditada)
- On Trial (1917)
- The Great White Trail (1917)
- Strictly Business (1917)
- The Hidden Hand (1917, seriado)
- The Street of Seven Stars (1918)
- The Inn of the Blue Moon (1918)
- Wild Honey (1918, William L. Sherry/Film Clearing House)
- Twilight (1919, William L. Sherry/Film Clearing House)
- The Bandbox (1919, W.W. Hodkinson/Pathe Exchange)
- The Harvest Moon (1920, W.W. Hodkinson/Pathe Exchange)
- The Conquest of Canaan (1921)
- Get-Rich-Quick Wallingford (1921)
- Shadows of the Sea (1922, Selznick Pictures)
- The Ruling Passion (1922, United Artists)
- Sure-Fire Flint (1922, Mastodon Films)
- The Last Moment (1923, Goldwyn Pictures)
- You Are Guilty (1923, Mastodon Films)
- Bright Lights of Broadway (1923, Principal Distributing)
- Restless Wives (1924, CC Burr)
- The Love Bandit (1924, Vitagraph)
- Lend Me Your Husband (1924, CC Burr)
- Monsieur Beaucaire (1924)
- Born Rich (1924, First National)
- Idle Tongues (1924, Ince/First National)
- If I Marry Again (1925, First National)
- A Thief in Paradise (1925, First National)
- I Want My Man (1925, First National)
- The Half-Way Girl (1925, First National)
- The Unguarded Hour (1925, First National)
- Men of Steel (1926, First National)
- Mismates (1926, First National)
- Ladies at Play (1926, First National)
- The Blonde Saint (1926)
- The Valley of the Giants (1927)
- Burning Daylight (1928, First National)
- The Hawk's Nest (1928)

Filmes sonoros
- The Home Towners (1928, Warner Brothers)
- Interference (1928)
- Beau Bandit (1930, RKO)
- The Bargain (1931, First National/Warner Bros.)
- Alexander Hamilton (1931)
- The Road to Singapore (1931)
- The Ruling Voice (1931, First National/Warner Bros.)
- Young America (1932)
- The Man Called Back (1932)
- Voltaire (1933)
- No Marriage Ties(1933, RKO)
- Counsellor at Law (1933)
- Whom the Gods Destroy (1934, Columbia)
- The Human Side (1934, Universal)
- Along Came Love (1936, Paramount)
- Girls' School (1938)
- The Man in the Iron Mask (1939, United Artists)